# Christina Schweinberger
Christina Schweinberger (Jenbach, 29 de octubre de 1996) es una deportista austríaca que compite en ciclismo en la modalidad de ruta.
Ganó una medalla de bronce en el Campeonato Mundial de Ciclismo en Ruta de 2023 y dos medallas de bronce en el Campeonato Europeo de Ciclismo en Ruta, en los años 2023 y 2024.

## Medallero internacional
| Campeonato Mundial | Campeonato Mundial     | Campeonato Mundial | Campeonato Mundial |
| Año                | Lugar                  | Medalla            | Competición        |
| ------------------ | ---------------------- | ------------------ | ------------------ |
| 2023               | Glasgow (Reino Unido)  | Medalla de bronce  | Contrarreloj       |
| Campeonato Europeo |                        |                    |                    |
| Año                | Lugar                  | Medalla            | Competición        |
| 2023               | Drenthe (Países Bajos) | Medalla de bronce  | Contrarreloj       |
| 2024               | Limburgo (Bélgica)     | Medalla de bronce  | Contrarreloj       |

## Palmarés
2020
- 3.ª en el Campeonato de Austria Contrarreloj

2021
- 3.ª en el Campeonato de Austria Contrarreloj
- 3.ª en el Campeonato de Austria en Ruta

2022
- 1 etapa de la Gracia-Orlová
- Campeonato de Austria Contrarreloj
- Campeonato de Austria en Ruta

2023
- 2.ª en el Campeonato de Austria Contrarreloj
- 3.ª en el Campeonato Mundial Contrarreloj
- 3.ª en el Campeonato Europeo Contrarreloj

2024
- 2.ª en el Campeonato de Austria Contrarreloj
- 3.ª en el Campeonato de Austria en Ruta
- 3.ª en el Campeonato Europeo Contrarreloj

2025
- Campeonato de Austria Contrarreloj